# إس إل فلم (فلم)
إس إل فيلم (بالإنجليزية: S.L.Film) هو فيلم تم إنتاجه في لبنان وصدر في سنة 2000.

## القصة
{{بدأ عدد من صالات السينما في لبنان عرض «S.L.FILM» المستوحى من برنامج «S.L.CHI» الكوميدي الذي تعرضه شاشة تلفزيون MTV اللبنانية منذ العام 1993، وهو الذي درج الجمهور اللبناني على مشاهدة مقالبه الساخرة التي اداها فريقه المؤلف من نعيم حلاوي وفادي رعيدي وعادل كرم ورولا شامية وناتالي نعوم من خلال اسكتشات قصيرة ومتنوعة.
واستدعى اعداد الفيلم سينمائياً اعتماد قصة متكاملة في قالب كوميدي، تمحورت تفاصيلها حول شاب وفتاة ينتميان إلى طبقة اجتماعية متواضعة ويقرران الزواج، لكن قرارهما يواجه بالرفض القاطع من قبل العائلتين معاً.
فالعريس عادل، ويؤدي دوره عادل كرم، يعمل ليلاً ونهاراً وفي ثلاثة اماكن على الأقل من دون جدوى، ويطمح إلى المزيد من العمل، مستعيناً بشقيقته ناتالي (ناتالي نعوم) التي تملك مكتباً متواضعاً للتوظيفات، وعلى رغم ذلك يستمر العريس عاجزاً عن مواجهة سوء وضعه المعيشي المتردي، علماً انه بالكاد يتحمل كلفة ادوية جدته التي تستهلك ما يقارب مائة حبة من الدواء في الدقيقة الواحدة! حتى ان «PIPO» ابن اخته (ناتالي) له ايضاً رأي صريح في الموضوع.
ولا يختلف الوضع المعيشي لعائلة العروس عن عائلة العريس، وتؤدي دورها رولا شامية، مما يدفع بوالديها إلى رفض فكرة الزواج جملة وتفصيلاً. اما عمة رولا (فاديا الشراقة) يؤدي دورها فادي رعيدي، وهي ممثلة شهيرة فتطمح إلى تزويج ابنة اخيها من منتج افلامها الثري ويدعى «منتج دي اوكا».
وبين التلفزيون والسينما كان لا بد لفريق «S.L.FILM» من اجراء بعض التعديلات، وذلك بعد البحث عن التمويل اللازم الذي يتناسب مع كلفة الإنتاج السينمائي، ومن هذه التعديلات ما يتعلق بطريقة الاخراج وادارة الممثلين واستخدام المؤثرات، وعدا التقنيات بقيت الشخصيات على حالها سينمائياً واستغلت كاريكاتيراتها المحببة التي نجدها في الفيلم بكامل مواصفاتها وحضورها التلفزيوني المألوف.
وما يجمع بين «S.L.CHI» و«S.L.FILM» هو الاعداد الذي تولاه كل من نعيم حلاوي وفادي رعيدي واضعين السيناريو والحوار له، واخرجه للسينما شادي حنا، اما الإنتاج فتكفلت به شركة تلفزيون MTV.
جاءت فكرة تصوير الفيلم للسينما في كواليس برنامج «S.L.CHI»، حيث اتخذت سريعاً طابعاً جدياً وبدأت تتبلور. لاسيما عندما طرحت في اجتماع مع إدارة تلفزيون الـ MTV، وما كان من الادارة الا ان شجعت الفريق واخذت على عاتقها امور الإنتاج كافة.
وبعد وضع الدراسات الاولية بدأ العمل على كتابة القصة والسيناريو في اجتماعات مغلقة بمعدل 5 ساعات يومياً ولمدة اسبوعين، جمعت بين نعيم حلاوي وفادي رعيدي والمخرج شادي حنا، فجاءت النتيجة على الشكل التالي: قصة لبنانية مبسطة مليئة بالمواقف الطريفة والحبكات الضاحكة اسمها «S.L.FILM».
وهكذا لعبت الـ MTV دوراً هاماً كمنتج لـ«S.L.FILM»، فقد اهتمت منذ البداية بأدق التفاصيل، وحرصت على استخدام احدث التقنيات المتوفرة في لبنان لانتاج عمل ذي مستوى. وقد اوكلت عملية الاخراج لمخرج البرنامج شادي حنا الذي استعان بجوني ابي فارس كمدير للتصوير، ومورييل أبو روس (تصوير) وايمانويل زوكي (صوت) اما الموسيقى التصويرية فقد وضعها رينيه بندلي. والتحميض تم في مختبر بلجيكي فضلاً عن «التيلي سينيه» و«المونتاج»، وتولى إدارة الإنتاج عماد شاكر والملابس نفذها مصمم الازياء كابي ابي راشد.
كما تخللت الفيلم اغنية مصورة على طريقة «الفيديو كليب» عنوانها «ما ضروري كون توب»، اداها نعيم حلاوي بشخصية امين عمين وهي من تأليف وتلحين حلاوي. وبدأ اختيار لاعبي الادوار الرئيسية اثناء وضع الخطوط الاولية للقصة، فكان لكل ممثل في الفريق دوره حتى قبل المباشرة بكتابة السيناريو، فمنذ الاجتماع الأول اتفق كل من فادي رعيدي ونعيم حلاوي وشادي حنا على توزيع الادوار الاساسية التي لا تختلف كثيراً عن ادوار الممثلين في المسلسل الكوميدي.
واستغرق تصوير الفيلم ثلاثين يوماً وكان ذلك في شهر سبتمبر (ايلول) من العام 1999 وتوزعت مشاهده بين الساحل والجبل. ولا تتجاوز مدة عرضه ساعة واربعين دقيقة.}}